# William Evans
William Evans (Birmingham, 1905. szeptember 17. – ?, 1999. március 15.) angol nemzetközi labdarúgó-játékvezető.

## Pályafutása

### Nemzetközi játékvezetés
Az Angol labdarúgó-szövetség Játékvezető Bizottsága (JB) 1946-ban terjesztette fel nemzetközi játékvezetőnek, a Nemzetközi Labdarúgó-szövetség (FIFA) bíróinak keretébe. Több nemzetek közötti válogatott és klubmérkőzést vezetett, vagy működő társának segített partbíróként. Az angol nemzetközi játékvezetők rangsorában, a világbajnokság-Európa-bajnokság sorrendjében többedmagával a 38. helyet foglalja el 1 találkozó szolgálatával.
Az aktív nemzetközi játékvezetéstől 1953-ban búcsúzott.

#### Világbajnokság
A világbajnoki döntőhöz vezető úton Brazíliába a IV., az 1950-es labdarúgó-világbajnokságra a FIFA JB bíróként alkalmazta.
| Időpont             | Helyszín                       | Mérkőzés típusa           | Mérkőzés            | Eredmény | Nézők száma |
| ------------------- | ------------------------------ | ------------------------- | ------------------- | -------- | ----------- |
| 1949. szeptember 8. | Dalymount Park Stadion, Dublin | előselejtező (7. csoport) | Írország–Finnország | 3 : 0    | 36 000      |

#### Brit Bajnokság
1882-ben az Egyesült Királyság brit tagállamainak négy szövetség úgy döntött, hogy létrehoznak egy évente megrendezésre kerülő bajnokságot egymás között. Az utolsó bajnoki idényt 1983-ban tartották meg.
| Időpont            | Helyszín                        | Mérkőzés típusa | Mérkőzés              | Eredmény | Nézők száma |
| ------------------ | ------------------------------- | --------------- | --------------------- | -------- | ----------- |
| 1946. október 19.  | The Racecourse Stadion, Wrexham | kőrmérkőzés     | Wales–Skócia          | 3 : 1    | 29 568      |
| 1948. november 17. | Hampden Park Stadion, Glasgow   | kőrmérkőzés     | Skócia–Észak-Írország | 3 : 2    | 93 000      |
| 1951. október 6.   | Windsor Park Stadion, Belfast   | kőrmérkőzés     | Észak-Írország–Skócia | 0 : 3    | 56 946      |

## Magyar vonatkozások
1949-ben láthatták a magyar nézők (és tapasztalhatták a játékosok), hogy a játékvezető szinte végigfutotta a 90 percet.
| Időpont            | Helyszín                      | Mérkőzés típusa          | Mérkőzés                 | Eredmény | Nézők száma |
| ------------------ | ----------------------------- | ------------------------ | ------------------------ | -------- | ----------- |
| 1949. június 12.   | Megyeri úti Stadion, Budapest | 266. válogatott mérkőzés | Magyarország–Olaszország | 1 : 1    | 45 000      |
| 1949. október 16.. | Práter Stadion, Bécs          | 269. válogatott mérkőzés | Ausztria–Magyarország    | 3 : 4    | 65 000      |
| 1953. április 26.  | Megyeri úti Stadion, Budapest | 291. válogatott mérkőzés | Magyarország–Ausztria    | 1 : 1    | 44 000      |
| 1953. május 17.    | Olimpiai Stadion, Róma        | 297. válogatott mérkőzés | Olaszország–Magyarország | 0 : 3    | 80 000      |